# Pełnoletniość
     21 lub wyższy
     20
     19
     18
     17
     16 lub niższy

Wiek pełnoletności według kraju (2023 r.):
21 lub wyższy
20
19
18
17
16 lub niższy

Pełnoletniość (pełnoletność) – określony przepisami prawa cywilnego status prawny osoby fizycznej, uzyskiwany zwykle po osiągnięciu określonego wieku (osoba bez takiego statusu nazywana jest niepełnoletnim, a potocznie nieletni). Osiągnięcie pełnoletniości wiąże się zazwyczaj z osiągnięciem pełnej zdolności do czynności prawnych oraz możności bycia podmiotem praw i obowiązków.

## Pełnoletność w Polsce
W Polsce pełnoletnim jest ten, kto ukończył lat osiemnaście (art. 10 Kodeksu cywilnego). Przed osiągnięciem tego wieku małoletnia może uzyskać pełnoletność przez zawarcie małżeństwa. Zgodnie z art. 10 Kodeksu rodzinnego i opiekuńczego jest to możliwe z ważnych powodów za zgodą sądu opiekuńczego w przypadku kobiety, która ukończyła lat szesnaście, gdy z okoliczności wynika, że zawarcie małżeństwa będzie zgodne z dobrem założonej rodziny. Wniosek o zezwolenie musi złożyć sama zainteresowana (art. 561 Kodeksu postępowania cywilnego). Nabytej w ten sposób pełnoletniości nie można utracić po unieważnieniu małżeństwa (art. 10 Kodeksu cywilnego) ani rozwodzie.
Niektóre skutki pełnoletniości to:
- uzyskanie pełnej zdolności do czynności prawnych (art. 11 KC), a wskutek tego możliwość samodzielnego zawierania wszelkich umów
- wygaśnięcie władzy rodzicielskiej lub opieki nad dzieckiem (art. 92 i 170 KRiO)
- niemożność uznania ojcostwa i przysposobienia dziecka (art. 76 § 1 i 114 § 1 KRiO).

## Pełnoletniość a inne pojęcia
- Termin pełnoletni nie jest tożsamy w prawie z terminem osoba mająca ukończone 18 lat (w związku z możliwością uzyskania pełnoletniości przez małoletnią poprzez zawarcie małżeństwa).
- Do zatrudnienia na umowie o pracę wymagane jest ukończenie 18 lat (art. 22 § 2 Kodeksu pracy), ale nie wyklucza to możliwości podjęcia pracy przez młodocianego (art. 190 KP).
- Obowiązek szkolny trwa do ukończenia ośmioletniej szkoły podstawowej, nie dłużej jednak niż do ukończenia 18. roku życia (art. 35 ust. 2 Prawa oświatowego (Dz.U. z 2021 r. poz. 1082)).
- Obowiązek nauki trwa do ukończenia 18. roku życia (art. 35 ust. 1 Prawa oświatowego i art. 70 Konstytucji Rzeczypospolitej Polskiej).
- Cywilnoprawna odpowiedzialność deliktowa niepełnoletniego zaczyna się już od 10. roku życia (art. 426 KC).
- Możliwość bycia pełnomocnikiem nie zależy od stopnia zdolności do czynności prawnych (art. 100 KC).
- Karalność według prawa karnego nie obejmuje nieletnich, a więc rozpoczyna się generalnie od 17. roku życia (z pewnymi wyjątkami). Obecnie tak jest też według Kodeksu wykroczeń.
- Zabrania się sprzedaży i podawania napojów alkoholowych osobom do lat 18[3].
- Zabrania się sprzedaży wyrobów tytoniowych osobom do lat 18[4].
- Zabrania się sprzedaży sprzedaży napojów z dodatkiem tauryny i kofeiny osobom do lat 18[5].

Dorosłym może być każda osoba dojrzała biologicznie lub psychicznie, natomiast pełnoletnim jest jedynie osoba spełniająca warunek wiekowy i tylko wyjątkowo dodatkowe przesłanki – dlatego zarówno osoba dorosła może nie być osobą pełnoletnią, jak i pełnoletnia nie być osobą dorosłą.